# Martina
Martina je ženská forma vlastního jména Martin. Je odvozena od jména římského boha války Marta. Martina proto znamená, volně interpretováno, bojovná, válečnice, Martovi zasvěcená, Martovi oddaná, Martovi náležící.
Svatá Martina byla římskou pannou a mučednicí žijící v 3. století, den její připomínky je 30. ledna. V občanském kalendáři však jméno Martina slaví svátek dne 17. července.

## Domácí varianty
Martinka, Martička, Marti, Marťa, Máťa, Martuška, Martinečka, Marťulinka, také Týna, Týnka

## Statistické údaje
Následující tabulka uvádí četnost jména v ČR a pořadí mezi ženskými jmény ve srovnání dvou roků, pro které jsou dostupné údaje MV ČR – lze z ní tedy vysledovat trend v užívání tohoto jména:
| Rok       | Četnost    | Pořadí   |
| 1999      | 76 845     | 20.      |
| 2002      | 77 724     | 18.      |
| Porovnání | o 879 více | o 2 lépe |
| 2009      |            | 15.      |

Změna procentního zastoupení tohoto jména mezi žijícími ženami v ČR (tj. procentní změna se započítáním celkového úbytku žen v ČR za sledované tři roky) je +2,0%.

## Vývoj popularity
Až do 50. let 20. století šlo o extrémně raritní jméno, i když doklady o jeho použití z 17., 18. a 19. století existují, nikdy nepatřilo (na rozdíl od jeho mužského protějšku Martin) k běžným jménům. K největšímu rozšíření jména došlo v 70. letech 20. století, v období známém jako období Husákových dětí.
Popularita jména začala stoupat od roku 1962, kdy se narodilo 120 nositelek, a to velmi rychle, již v roce 1964 překonalo jméno tisíc narozených. Prudké stoupání po krátké stabilitě od roku 1966, kdy se narodilo 1 066 nositelek, pokračovalo, již v roce 1969 překonal počet nově narozených s tímto jménem dva tisíce, za dva roky potom tři tisíce. V roce 1975 se narodilo nejvíce nositelek žijících k roku 2016, a to 3 989, tehdy šlo (po jménech Jana, Petra a Lenka) o čtvrté nejčastější jméno pro novorozené dívky. Poté začala popularita jména klesat, v roce 1990 klesl počet nově narozených pod dva tisíce, již v roce 1995 pod tisíc a v roce 2002 pod pět set. K roku 2016 se narodilo pouze 127 nositelek, což je podobný počet jako v roce 1962.
Zejména díky popularitě v období Husákových dětí je jméno Martina na 15. místě mezi ženskými jmény, ale z hlediska popularity v roce 2016 je až na 85. místě.

## Jméno Martina v jiných jazycích
- Italsky, slovensky, srbsky,rusky: Martina
- Polsky: Martyna
- Francouzsky, německy: Martine
- Anglicky: Martine
- Španělsky: Martína
- Portugalsky: Martinka

## Významné Martiny
- Martina Adamcová – česká herečka, producentka a moderátorka
- Martina Janková – česká operní pěvkyně, sopranistka
- Martina Hingisová – česko-švýcarská tenistka
- Martina Kociánová – česká operní pěvkyně a televizní moderátorka
- Martina Moravcová – slovenská plavkyně
- Martina Navrátilová – česko-americká tenistka
- Martina Menšíková – česká herečka a moderátorka
- Martina Sáblíková – česká rychlobruslařka, mistryně světa, světová rekordmanka a olympijská vítězka
- Martina Trchová – česká písničkářka
- Martina Růžičková-Jelínková – česká překážková žokejka
- Martina Sanollová – česká zpěvačka a klavíristka
- Martina Hillová – německá herečka
- Martina Randová – česká herečka
- Martina Pártlová – česká zpěvačka a muzikálová herečka

## Příjmení
- Cuco Martina – nizozemský fotbalový obránce a reprezentant Curaçaa
- Churandy Martina – nizozemský atlet

## Data jmenin
- V českém kalendáři: 17. července
- V slovenském kalendáři: 9. září
- V římskokatolickém církevním kalendáři: 30. ledna